# Sofá Chesterfield
Sofá Chesterfield em couro
Um sofá Chesterfield é um tipo de sofá com braços enrolados na mesma altura do encosto e normalmente apresenta estofado abotoado sendo feito de couro ou tecido. Também pode ser adaptado como uma poltrona.

## História

### Origem
Acredita-se que o primeiro sofá Chesterfield foi encomendado por Philip Stanhope, 4ª conde de Chesterfield e por isso leva seu nome. O conde queria um lugar para um cavalheiro se sentar sem amarrotar seu traje, por isso, ele teria pedido a um artesão local para fazer um sofá que seria o precursor do sofá Chesterfield. Em seu leito de morte, Philip Stanhope passou o mobiliário para seu afilhado, Solomon Dayrolles que era um admirador da peça. Solomon levou o sofá para sua residência, onde era admirado por muitos convidados que teriam criado suas próprias versões baseadas no original. Foi assim que o Chesterfield teria se popularizado nas classes aristocráticas britânicas.

### Era Vitoriana

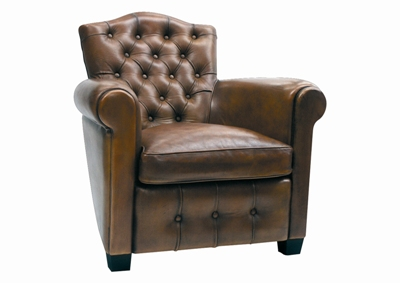
Poltrona estilo Chesterfield com encosto elevado.

Durante a era vitoriana, esse tipo de sofá era uma escolha popular entre em clubes e residências luxuosas na Inglaterra. Os Chesterfield clássicos eram feitos de materiais luxuosos como couro ou veludo e eram recheados com crina de cavalo e seus tachos eram martelados manualmente. Eles não possuiam sistema de suspensão, então os assentos eram rígidos e o abotoamento era mais resistente.
Durante a segunda metade do século XIX, o fundador da psicanálise, Sigmund Freud chegou a usar um sofá Chesterfield em sua clínica. Outros psicanalistas colegas de Freud também possuíam a peça em suas clínicas.

### Popularização
Durante a expansão do Império Britânico, os ingleses levavam consigo seu estilo de vida para a colônia, isso incluía até mesmo móveis ao estilo inglês. Por isso, o sofá se popularizou em países como Canadá, Índia e Austrália. No Canadá, o seu uso era tão disseminado que o termo Chesterfield era usado para descrever qualquer tipo de sofá.